# Hana Pražáková

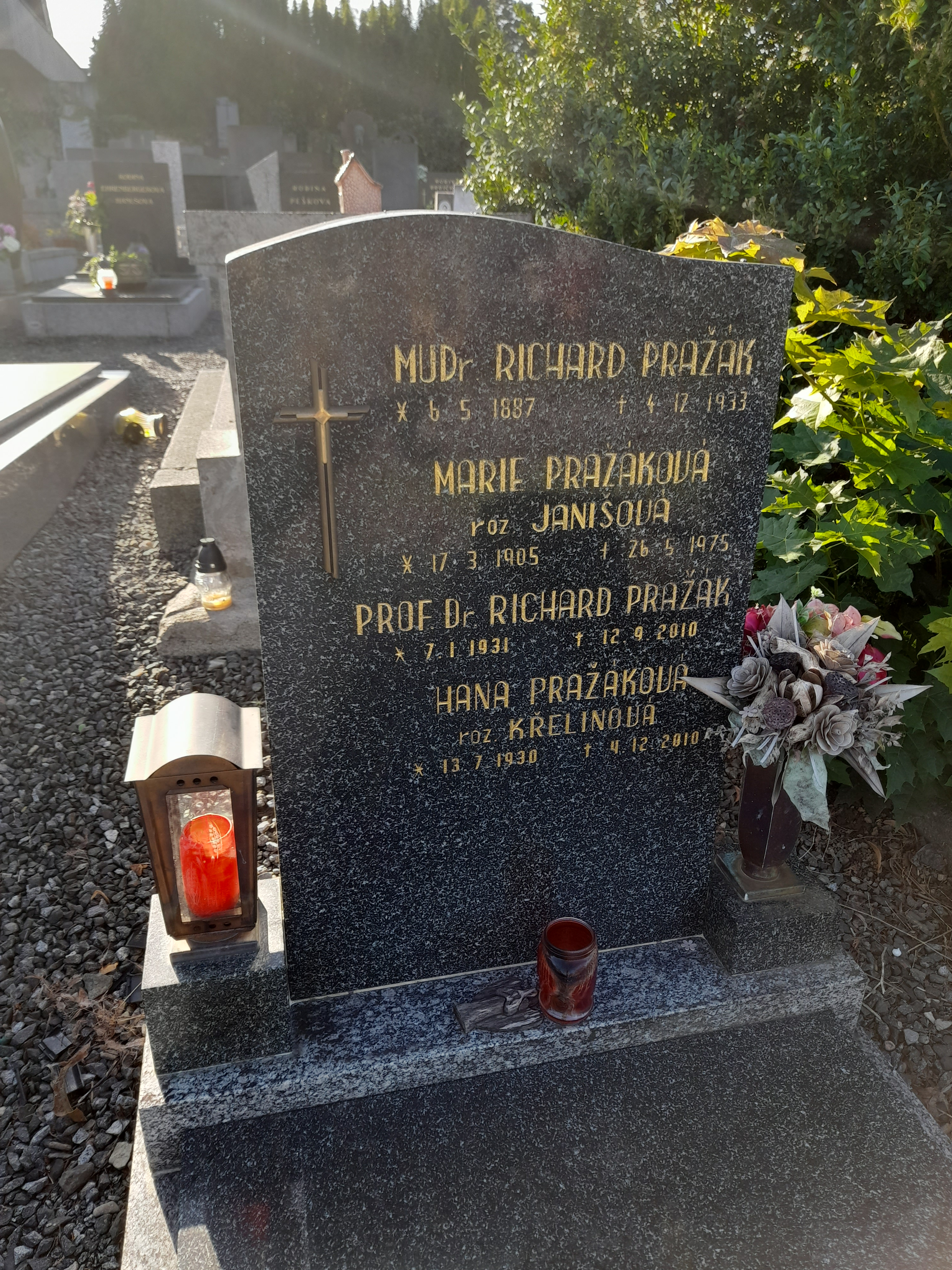
Hrob ve Skutči

Hana Pražáková (13. července 1930 Český Dub – 4. prosince 2010 Brno) byla česká spisovatelka. Jejím otcem byl český prozaik František Křelina.

## Životopis
Vystudovala češtinu a ukrajinštinu na Karlově univerzitě v Praze, po studiích pracovala jako nakladatelská redaktorka a překladatelka, v letech 1972 až 1990 byla redaktorkou literárně-dramatické redakce Československého rozhlasu v Brně.
Je autorkou devíti knih pro děti a dívky, nejúspěšnější z nich Dárek pro Moniku, byla přeložena do několika jazyků. Česky vyšla třikrát, naposledy v roce 2000. V roce 2001 vydala memoárovou prózu Nadějí tu žijem, v níž líčí život své rodiny v padesátých letech, kdy byl její otec politickým vězněm v komunistickém vězení. Na ni pak navázala kniha Dobrý den Brno, v níž autorka zachycuje období normalizace v Brně, ale i devadesátá léta v Budapešti, kde její manžel Richard Pražák působil jako první velvyslanec České republiky.
V posledních dvou letech svého života bojovala s rakovinou, ještě krátce před smrtí, 22. listopadu 2010 měla autorské čtení v Mahenově památníku v Brně.

## Dílo
- Dárek pro Moniku (1970)
- Karolinka (1973)
- Výsostné území (1976)
- Výprava za parádou (1978)
- Případ Petr (1980)
- Návrat z vánočních prázdnin (1983)
- Výhra (1984)
- Letadlo a desetikoruna (1986)
- Pojedeme do rozhlasu (1989)
- Nadějí tu žijem (2001)
- Dobrý den Brno (2005)
- Divné dny (titulní novela stejnojmenné antologie pěti novel pěti autorek, 2016)